# Jacques Vincey
Scènes principales
centre dramatique régional de Tours - théâtre Olympia
Jacques Vincey est un acteur et metteur en scène de théâtre français.

## Biographie
Jacques Vincey étudie au conservatoire à rayonnement régional de Grenoble dans les années 1990.
Il a joué au cinéma, est acteur et metteur en scène de théâtre. Comme acteur, il a joué sous la direction de Patrice Chéreau. Il a été nommé aux Molières 2009 pour Madame de Sade de Yukio Mishima.
Il est nommé directeur du centre dramatique régional de Tours - théâtre Olympia en 2014, succédant  à Gilles Bouillon. En mai 2015, il y présente sa mise en scène de Und, texte de Howard Barker encore inédit en français, avec Natalie Dessay dans le rôle-titre.
En décembre de la même année, il crée La Dispute, de Marivaux avec l'ensemble du Jeune Théâtre en région Centre — un dispositif permettant à de jeunes comédiens et techniciens ayant tout juste achevé leurs études de devenir permanents du centre dramatique régional de Tours pendant une durée moyenne de deux ans.
En septembre 2017, il met en scène Le Marchand de Venise. Le sous-titre, Business on Venice, souligne qu'il s'agit d'une nouvelle traduction et adaptation, réalisée par Vanasay Khamphommala d'après Shakespeare.

## Théâtre
- 1986 : La Charrue et les Étoiles, mise en scène de Bernard Sobel, théâtre de Gennevilliers
- 2004 : Le Belvédère d'Ödön von Horváth
- 2006 : Mademoiselle Julie d'August Strindberg
- 2009 : Madame de Sade de Yukio Mishima
- 2010 : Le Banquet, Studio-Théâtre
- 2011 : Les Bonnes de Jean Genet, TNP[6]
- 2011 : Jours souterrains d'Arne Lygre
- 2014 : Yvonne, princesse de Bourgogne de Witold Gombrowicz
- 2015 : Und de Howard Barker, CDR de Tours - théâtre Olympia
- 2015 : La Dispute de Marivaux, CDR de Tours - théâtre Olympia
- 2017 : Le Marchand de Venise - Business in Venice d'après Shakespeare, CDR de Tours - théâtre Olympia
- 2019 : L'Île des esclaves de Marivaux
- 2020 : Les Serpents de Marie NDiaye
- 2021 : Grammaire des mammifères de William Pellier
- 2023 : Quartett de Heiner Müller

## Filmographie

### Cinéma
- 1989 : La Révolution française de Robert Enrico
- 1990 : Un week-end sur deux de  Nicole Garcia
- 1997 : Didier d'Alain Chabat : Adolf, le chef des skins
- 2001 : La Chambre des officiers de François Dupeyron

### Télévision
- 1988 : Les Nouveaux Chevaliers du ciel (série) : le capitaine Marot
- 2002-2004 : Quelle aventure ! (5 épisodes)

## Doublage

### Cinéma

#### Films
- 1998 : The Big Lebowski : l'un des hommes de main de Jackie Treehorn (Mark Pellegrino)